# Eduardo Neri
Eduardo Neri è una municipalità dello Stato di Guerrero, nel Messico, il cui capoluogo è la città di Zumpango del Río.
La municipalità conta 46.158 abitanti (2010) e ha un'estensione di 1.257,38 km².
La città deve il suo nome a Eduardo Neri Reynoso, deputato messicano, originario di Zumpango del Río.